# Empas
Empas (in coreano hangŭl: 엠파스) è uno dei motori di ricerca di internet e dei portali web famosi in Corea del Sud. La Jisik Baljeonso (지식발전소) fu fondata nel 1998, e cambiò il suo nome in Empas Corporation nel 2004. Il nome Empas è una combinazione di "e-media" ("media elettronici") e "compass" ("bussola"). L'Empas è il motore di ricerca nazionale coreano, ed è in diretta competizione con Yahoo! Korea, Daum, Cyworld e Naver.